# Fizalia Island
Fizalia Island (englisch; bulgarisch остров Физалия ostrow Fisalija) ist eine felsige, größtenteils vereister, in südost-nordwestlicher Ausrichtung 0,33 km lange und 0,18 km breite Insel im Palmer-Archipel vor der Westküste der Antarktischen Halbinsel. Sie liegt 4,2 km südwestlich des Kap Neumayer und 14,55 km nördlich des Awl Point vor der Nordostküste von Trinity Island.
Britische Wissenschaftler kartierten sie 1978. Die bulgarische Kommission für Antarktische Geographische Namen benannte sie 2018 nach dem bulgarischen Trawler Fisalija, der von Dezember 1978 bis Mai 1979 unter Kapitän Iwan Krastanow zum Fischfang in den Gewässern um Südgeorgien tätig war.